# Čertův odpočinek
Čertův odpočinek je skalní útvar, nachází se na úbočí Černé hory (1084 m n. m.), cca 300 m jihovýchodně od vrcholu v jihozápadní části Jizerských hor. Lokalita je součástí katastrálního území obce Bedřichov v okrese Jablonec nad Nisou v Libereckém kraji.
Tento skalní útvar je pojmenován podle toho, že tvarem připomíná křeslo. Vrchol útvaru je pročleněn výraznými skalními mísami.
Donedávna byl ze stanoviště dobrý výhled do širokého okolí, v současnosti je ale postupně zakrýván vzrůstajícím smrkovým porostem.Čertův odpočinek je přístupný, lze ho dosáhnout po žlutě značené turistické stezce.